# Aarne Snellman
Aarne Snellman, finski general, * 27. december 1894, † 28. april 1942.